# ریوردان (آریزونا)
ریوردان (به انگلیسی: Riordan) یک منطقهٔ مسکونی در ایالات متحده آمریکا است که در آریزونا واقع شده است. ریوردان ۲٬۲۳۰ متر بالاتر از سطح دریا قرار دارد.